# Rally di Roma Capitale 2019
El Rally di Roma Capitale 2019 fue la 7º edición y la quinta ronda de la temporada 2019 del Campeonato de Europa de Rally. Se celebró del 19 de julio al 21 de julio y contó con un itinerario de dieciséis tramos sobre asfalto que sumaban un total de 190,80 km cronometrados.
La prueba fue dominada completamente por los pilotos italianos quienes ganaron quince de las dieciséis etapas disputadas, resultando ganador Giandomenico Basso que fue acompaado en el podio por Simone Campedelli y Andrea Crugnola.

## Lista de inscritos
| Num.                     | Piloto                   | Copiloto                 | Automóvil              | Equipo                                | Neu. |
| ------------------------ | ------------------------ | ------------------------ | ---------------------- | ------------------------------------- | ---- |
| 1                        | Łukasz Habaj             | Daniel Dymurski          | Škoda Fabia R5         | Sports Racing Technologies            | P    |
| 2                        | Alexey Lukyanuk          | Alexey Arnautov          | Citroën C3 R5          | Saintéloc Junior Team                 | M    |
| 3                        | Chris Ingram             | Ross Whittock            | Škoda Fabia R5         | Toksport WRT                          | M    |
| 4                        | Filip Mareš              | Jan Hloušek              | Škoda Fabia R5         | ACCR Czech Rally Team I               | M    |
| 5                        | Mārtiņš Sesks            | Uldis Briedis            | Škoda Fabia R5         | LMT Autosporta Akadēmija              | P    |
| 6                        | Norbert Herczig          | Ramón Ferencz            | Volkswagen Polo GTI R5 | Mol Racing Team                       | M    |
| 7                        | Hiroki Arai              | Jürgen Heigl             | Citroën C3 R5          | STARD                                 | Y    |
| 8                        | Vojtěch Štajf            | Veronika Havelková       | Volkswagen Polo GTI R5 | ACCR Czech Rally Team II              | P    |
| 9                        | Niki Mayr-Melnhof        | Leopold Welsersheimb     | Ford Fiesta R5         | Niki Mayr-Melnhof                     | P    |
| 10                       | Nikolay Gryazin          | Yaroslav Fedorov         | Škoda Fabia R5         | Sports Racing Technologies            | M    |
| 11                       | Giandomenico Basso       | Lorenzo Granai           | Škoda Fabia R5         | LORAN s.r.l                           | M    |
| 12                       | Luca Rossetti            | Eleonora Mori            | Citroën C3 R5          | F.P.F. Sport                          | P    |
| 14                       | Paulo Nobre              | Gabriel Morales          | Škoda Fabia R5         | Palmeirinha Rally                     | P    |
| 15                       | Simone Campedelli        | Tania Canton             | Ford Fiesta R5 Mk.II   | Orange 1 M-Sport Rally Team           | P    |
| 16                       | Andrea Crugnola          | Pietro Elia Ometto       | Škoda Fabia R5         | Gass Racing                           | P    |
| 18                       | Umberto Scandola         | Guido D'Amore            | Hyundai i20 R5         | Hyundai Motorsport N                  | M    |
| 19                       | Aloísio Monteiro         | Sancho Eiró              | Škoda Fabia R5         | FPAK Portugal Team ERC                | M    |
| 20                       | Tibor Érdi Jr            | Szabolcs Kovács          | Škoda Fabia R5         | Érdi Rallye Team                      | P    |
| 21                       | Alberto de Thurn y Taxis | Bernhard Ettel           | Volkswagen Polo GTI R5 | BRR Baumschlager Rallye & Racing Team | P    |
| 22                       | Lars Stugemo             | Kalle Lexe               | Hyundai i20 R5         | Printsport Oy icon                    | M    |
| 23                       | Emma Falcón              | Eduardo González Delgado | Citroën C3 R5          | C.D. Fuertwagen Motorsport            | M    |
| Fuente: ewrc-results.com |                          |                          |                        |                                       |      |

## Itinerario
| Día                     | Tramo | Nombre                               | Distancia | Ganador de la etapa | Automóvil            | Tiempo  | Líder de la general |
| ----------------------- | ----- | ------------------------------------ | --------- | ------------------- | -------------------- | ------- | ------------------- |
| Día 1 (19 de julio)     | -     | Fumone (Shakedown)                   | 4.02 km   | Nikolay Gryazin     | Škoda Fabia R5       | 2:11.1  | -                   |
| Día 2 (20 de julio)     | SS1   | Pico - Greci 1                       | 19.46 km  | Nikolay Gryazin     | Škoda Fabia R5       | 11:34.6 | Nikolay Gryazin     |
| Día 2 (20 de julio)     | SS2   | Roccasecca - Colle San Magno 1       | 13.93 km  | Andrea Crugnola     | Škoda Fabia R5       | 8:21.9  | Andrea Crugnola     |
| Día 2 (20 de julio)     | SS3   | Santopadre - Artino 1                | 21.17 km  | Andrea Crugnola     | Škoda Fabia R5       | 13:05.9 | Andrea Crugnola     |
| Día 2 (20 de julio)     | SS4   | Pico - Greci 2                       | 19.46 km  | Giandomenico Basso  | Škoda Fabia R5       | 11:41.8 | Giandomenico Basso  |
| Día 2 (20 de julio)     | SS5   | Roccasecca - Colle San Magno 2       | 13.93 km  | Andrea Crugnola     | Škoda Fabia R5       | 8:20.8  | Giandomenico Basso  |
| Día 2 (20 de julio)     | SS6   | Santopadre - Arpino 2                | 21.17 km  | Andrea Crugnola     | Škoda Fabia R5       | 13:04.1 | Giandomenico Basso  |
| Día 3 (21 de julio)     | SS7   | Affile - Bellegra 1                  | 7.34 km   | Simone Campedelli   | Ford Fiesta R5 Mk.II | 4:20.7  | Giandomenico Basso  |
| Día 3 (21 de julio)     | SS8   | Rocca di Cave 1                      | 7.25 km   | Andrea Crugnola     | Škoda Fabia R5       | 5:08.5  | Giandomenico Basso  |
| Día 3 (21 de julio)     | SS9   | Rocca Santo Stefano 1                | 13.40 km  | Andrea Crugnola     | Škoda Fabia R5       | 7:59.1  | Giandomenico Basso  |
| Día 3 (21 de julio)     | SS10  | Guarcino 1                           | 11.75 km  | Andrea Crugnola     | Škoda Fabia R5       | 6:33.7  | Giandomenico Basso  |
| Día 3 (21 de julio)     | SS11  | Affile - Bellegra 2                  | 7.34 km   | Andrea Crugnola     | Škoda Fabia R5       | 4:21.3  | Giandomenico Basso  |
| Día 3 (21 de julio)     | SS12  | Rocca di Cave 2                      | 7.25 km   | Andrea Crugnola     | Škoda Fabia R5       | 5:08.3  | Giandomenico Basso  |
| Día 3 (21 de julio)     | SS13  | Rocca Santo Stefano 2                | 13.40 km  | Andrea Crugnola     | Škoda Fabia R5       | 7:55.6  | Giandomenico Basso  |
| Día 3 (21 de julio)     | SS14  | Guarcino 2                           | 11.75 km  | Andrea Crugnola     | Škoda Fabia R5       | 6:31.8  | Giandomenico Basso  |
| Día 3 (21 de julio)     | SS15  | SPS Ostia Super Special - ACI ROMA 1 | 1.10 km   | Andrea Crugnola     | Škoda Fabia R5       | 1:02.6  | Giandomenico Basso  |
| Día 3 (21 de julio)     | SS16  | SPS Ostia Super Special - ACI ROMA 2 | 1.10 km   | Andrea Crugnola     | Škoda Fabia R5       | 1:01.4  | Giandomenico Basso  |
| Fuente:ewrc-results.com |       |                                      |           |                     |                      |         |                     |

## Clasificación final
| Pos.                     | Piloto             | Copiloto           | Automóvil              | Equipo                      | Tiempo    | Puntos  |
| ------------------------ | ------------------ | ------------------ | ---------------------- | --------------------------- | --------- | ------- |
| 1                        | Giandomenico Basso | Lorenzo Granai     | Škoda Fabia R5         | LORAN s.r.l                 | 1:57:32.0 | 25+10   |
| 2                        | Simone Campedelli  | Tania Canton       | Ford Fiesta R5 Mk.II   | Orange 1 M-Sport Rally Team | +23.3     | 18+12   |
| 3                        | Andrea Crugnola    | Pietro Elia Ometto | Škoda Fabia R5         | Gass Racing                 | +1:00.3   | 15+8    |
| 4                        | Alexey Lukyanuk    | Dmitriy Eremeev    | Citroën C3 R5          | Saintéloc Junior Team       | +1:03.0   | 12+9    |
| 5                        | Filip Mareš        | Jan Hloušek        | Škoda Fabia R5         | ACCR Czech Rally Team I     | +1:26.0   | 10+5    |
| 6                        | Chris Ingram       | Ross Whittock      | Škoda Fabia R5         | Toksport WRT                | +1:43.5   | 8+4     |
| 7                        | Norbert Herczig    | Ramón Ferencz      | Volkswagen Polo GTI R5 | Mol Racing Team             | +1:49.1   | 6+4     |
| 8                        | Mārtiņš Sesks      | Krišjanis Caune    | Škoda Fabia R5         | LMT Autosporta Akadēmija    | +3:14.5   | 4       |
| 9                        | Antonio Rusce      | Marco Vozzo        | Škoda Fabia R5         | Antonio Rusce               | +4:13.9   | [ n 1 ] |
| 10                       | Umberto Scandola   | Guido D'Amore      | Hyundai i20 R5         | Hyundai Motorsport N        | +4:42.4   | 2       |
| 11                       | Vojtěch Štajf      | Veronika Havelková | Volkswagen Polo GTI R5 | ACCR Czech Rally Team II    | +7:03.1   | 1       |
| Fuente: ewrc-results.com |                    |                    |                        |                             |           |         |

## Clasificaciones tras el rally
| Posición | Piloto          | Puntos | Cambios de posición |
| -------- | --------------- | ------ | ------------------- |
| 1        | Alexey Lukyanuk | 104    | Crecimiento         |
| 2        | Lukasz Habaj    | 98     | Decrecimiento       |
| 3        | Chris Ingram    | 70     | Sin cambios         |
| 4        | Filip Mareš     | 46     | Crecimiento         |
| 5        | Oliver Solberg  | 39     | Decrecimiento       |

| Posición | Equipo                         | Puntos | Cambios de posición |
| -------- | ------------------------------ | ------ | ------------------- |
| 1        | Saintéloc Junior Team          | 118    | Sin cambios         |
| 2        | Sports Racing Technologies     | 90     | Sin cambios         |
| 3        | Toksport WRT                   | 86     | Sin cambios         |
| 4        | Estonian Autosport Junior Team | 83     | Sin cambios         |
| 5        | ACCR Czech Rally Team I        | 64     | Crecimiento         |